# Крал Туити
„Крал Туити“ (на английски: King Tweety) е американски анимационен филм от 2022 г. с участието на Туити и Силвестър, продуциран от Уорнър Брос Анимейшън. Това е първият нов издаден директно на видео филм на поредицата „Шантави рисунки“, след „Шантави рисунки: Бягството на заека“ (2015) и вторият анимационен филм с участието на Туити – след „Летящото приключение на Туити“ (2000).

## Актьорски състав
- Ерик Бауза – Туити, Силвестър, Лари Бърд, Стюарт
- Флула Борг – Харолд, Тодиъс Фишли
- Карлийз Бърг – Кралица Хонк, Кандис
- Джон Дейли – Диего Фон Сниффенстаин
- Реджи Дейвис – Кучето Родриго, Чарли Паркър
- Дана Делоренцо – Иза
- Карийн Ингъл – Флурбо
- Рики Линдхоум – Бип Бип
- Кенди Майло – Бабата
- Никол Турман – Ауга, Мелани Бленк
- Марк Уитън – Полицай Сийдъс, Джон Фурей

## Пускане
Пуснат е на DVD и дигитална медия от 14 юни 2022 г.
По-късно се излъчва премиерно по Cartoon Network на 19 ноември 2022 г., докато се излъчва и по HBO Max на следващия ден.

## В България
В България филмът е достъпен и в стрийминг платформата „Ейч Би О Макс“.